# Экзомис

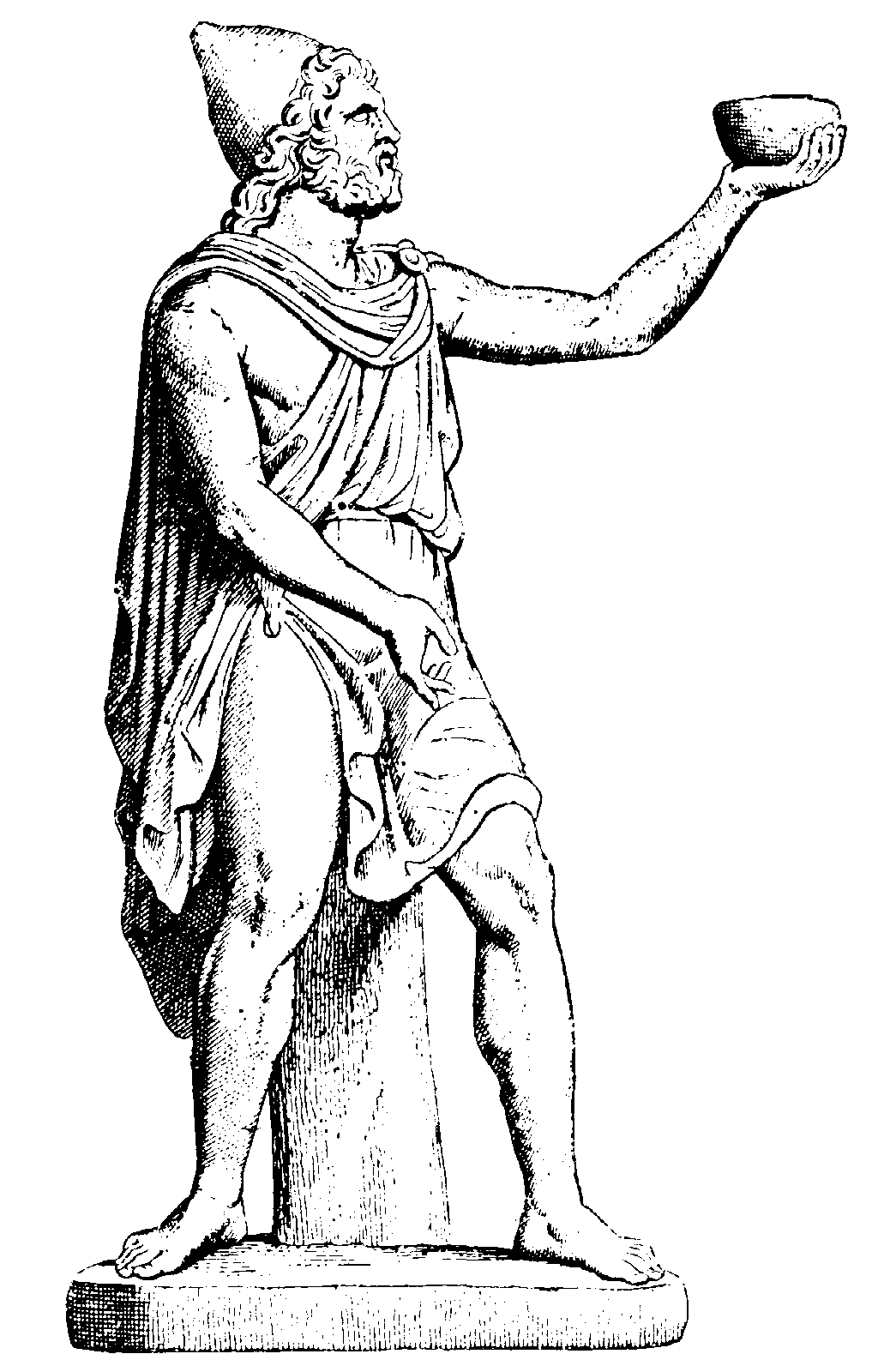
Одиссей, одетый в экзомис

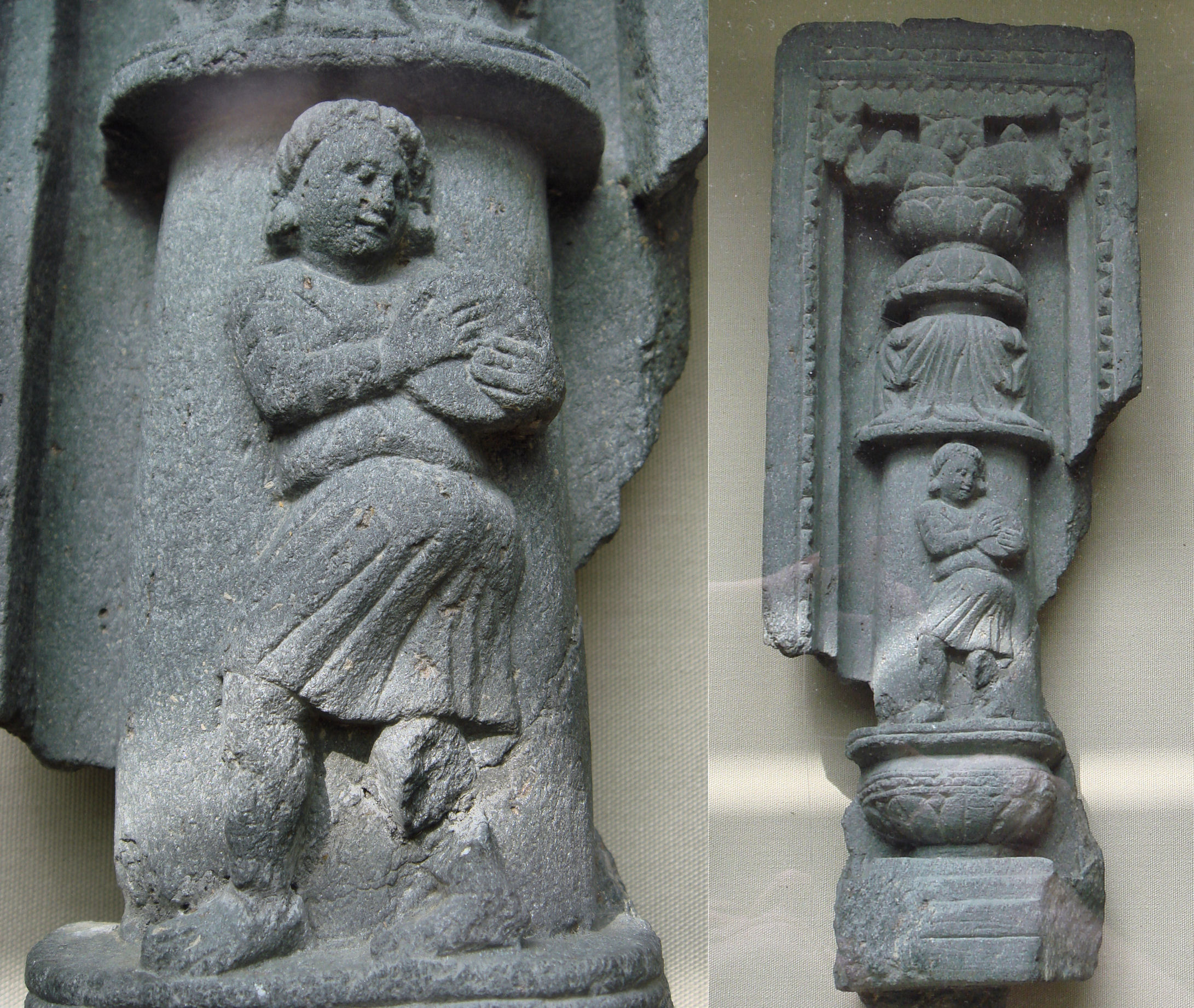
Музыкант в экзомисе

Экзомис, экзомида (др.-греч. ἐξωμίς, от экзо — снаружи, omos — плечо) — в Древней Греции отрез из грубой ткани (кожи, шкуры), заложенный складками на левом плече, размером примерно 2,30 × 1,40 м.
Экзомис скреплялся на талии поясом, а на левом плече завязкой, ремнём или аграфом. Размер и фактура ткани отражали состояние носившего и предназначение одежды: грубая ткань без складок с неровным или обтрёпанным подолом — одежда раба; ткань большего размера с простыми складками — свободного человека, воина. Экзомис мог быть прикрыт плащом, куском кожи или шкуры. Как правило, экзомис выше колен иногда использовался в качестве набедренной повязки.
Из-за того что экзомис оставлял свободными обе руки, он являлся главной одеждой крестьян и рабов.